# Story of Seasons: Trio of Towns
Story of Seasons:Trio of Towns (牧場物語 3つの里の大切な友だち, Bokujō Monogatari: Mittsu no Sato no Taisetsuna Tomodachi) est un jeu vidéo de rôle et de simulation de vie développé et édité par Marvelous, sorti en 2016 sur Nintendo 3DS.

## Trame

### Synopsis
Enfant, le/la joueur(se) a visité une mini-ferme qu'il/elle a adoré. Maintenant adulte, Daryl veut déménager encore une fois mais vous en avez assez et proposez que vous vous installiez seul(e), il est d'accord jusqu’à se que vous lui disiez que vous voulez devenir fermier(e), s'ensuit une longue dispute, à la fin il finit par vous donnez son aval.

### Villes
- Westown :  Ville d'influence occidentale dans laquelle commence le joueur. C'est une ville minière. Jadis florissante, vous trouverez un restaurant, une clinique, un fleuriste, une poste, un bazar géré par Miranda et autre par un PNJ sans image, un magasin de matériaux, une épicerie, un magasin d'animaux...
- Lulukoko : Ville d'influence tropicale, deuxième ville découverte le Printemps 15 de l'année 1.
- Tsuyukusa :  Ville d'influence asiatique, troisième et dernière ville découverte l’Été 5 de l'année 1 ; avec une rivière, un pont et des cultures de riz.

## Accueil
- Jeuxvideo.com : 15/20[1]